# Brassel Mountain
Brassel Mountain är ett berg i republiken Irland.   Det ligger i grevskapet Ciarraí och provinsen Munster, i den sydvästra delen av landet, 280 km sydväst om huvudstaden Dublin. Toppen på Brassel Mountain är 575 meter över havet. Brassel Mountain ingår i Macgillycuddys Reeks.
Terrängen runt Brassel Mountain är huvudsakligen kuperad. Runt Brassel Mountain är det glesbefolkat, med 11 invånare per kvadratkilometer. Närmaste större samhälle är Killarney, 14,9 km nordost om Brassel Mountain. Trakten runt Brassel Mountain består i huvudsak av gräsmarker.